# Honda 125 XR
 (mai 2021).
Honda 125 xr est une motocyclette conçue et fabriqué par le constructeur japonais Honda.

## Description
La Honda 125 est de "type trail". Destinée au petit enduro et à la route, elle possède un moteur à quatre temps vertical refroidi par air 15 ch à 9 500 tours, 6 vitesses. Nerveuse et maniable, elle ne dépasse cependant pas les 120 km/h, pour une consommation située entre 2,5 litres et 3 litres aux 100 kilomètres (réservoir de 7,5 litres réserve comprise). Commercialisée de 1980 à 1982, c'est une déclinaison de la Honda XL125 s commercialisée depuis 1978. Son moteur est en tout point identique à celui de la XLs, si ce n'est l'absence de prise compte-tours sur la version type A de 1980. À part une pédale de frein et un sélecteur de vitesse rétractables, des tendeurs de chaîne différents et des ressorts de fourches légèrement modifiés, les autres différences sont surtout esthétiques (selle raccourcie avec sacoche à outils derrière, plaque phare...).

## Commercialisation
La Honda XL125 s continuera à être commercialisée en France jusqu'en 1988, mais elle reste commercialisée dans de nombreux pays à travers le monde, notamment en Asie et en Afrique.
En 2003, Honda sort la honda XR 125 L dont l'architecture moteur est plus proche des Honda 125 CG, puisque munie d'un moteur culbuté contrairement aux XL, XR, XLS et XLR munies d'un moteur à arbre à cames en tête.

## Dans la littérature
Dans World, Enter, Escape : Psychanalyse d'un conte de fées d'Anne Slater, il est évoqué un jeune homme qui possède, outre une Renault 12, "une moto enduro, une Honda 125 cm3", et cet objet le rend particulièrement attirant aux yeux de l'héroïne. Autorisée à conduire l'engin, elle accélère par plaisir.